# Cittadinanza vaticana
La cittadinanza vaticana è attribuita alle persone che hanno residenza stabile presso lo Stato della Città del Vaticano per ragione di dignità, carica, ufficio o impiego.
È regolata dall'articolo 4 della legge sulle fonti vaticane del 2009 e dall'articolo 9 dei Patti Lateranensi del 1929. Deve essere prescritta per legge ed autorizzata dalle autorità competenti.

## Acquisto
La cittadinanza non può dunque essere originaria, poiché non si ottiene né per discendenza (ius sanguinis), né per luogo di nascita (ius soli). Sono cittadini vaticani:
- il Papa
- i cardinali che risiedono nel comune di Roma e nella Città del Vaticano;
- coloro che risiedono stabilmente nella Città del Vaticano per ragioni di dignità, carica, ufficio, impiego o quando la residenza è prescritta per legge o per regolamento o autorizzata dal pontefice o nelle veci del pontefice per conto del Cardinale Segretario di Stato;
- coloro che sono autorizzati dal pontefice indipendentemente dalla sussistenza della condizioni previste nei due punti precedenti;
- il coniuge, i figli, gli ascendenti e i fratelli o sorelle di un cittadino vaticano, purché siano conviventi con lui;
- il Giudice unico della Città del Vaticano;
- i componenti della Guardia Svizzera, che dal 2019 sono 135, i quali risiedono stabilmente nella Caserma della Guardia Svizzera (nei pressi di Porta Sant'Anna);
- coloro che sono anche cittadini italiani per ragioni d'ufficio sono membri delle rappresentanze diplomatiche della Santa Sede[non chiaro].

## Perdita
La cittadinanza vaticana si perde nei seguenti casi:
- nei casi di atto volontario per rinuncia dell'ufficio, all'impiego o dell'abbandono della stabile residenza sul territorio.
- in caso di atto imposto per revoca dell'ufficio o dell'autorizzazione a risiedere o per cessazione della carica che dava la cittadinanza.

I coniugi perdono la cittadinanza se il matrimonio viene annullato o dispensato, se viene pronunciata la separazione o se i figli o i fratelli di un cittadino vaticano al compimento del venticinquesimo anno d'età siano inabili al lavoro e debbano dipendere dal cittadino vaticano.
I cardinali la perdono ove smettano di risiedere a Roma o nella Città del Vaticano.
Il cittadino vaticano che perde la sua cittadinanza riottiene quella d'origine e, se non ha alcun titolo per essere cittadino di un altro stato, ottiene ipso facto la cittadinanza italiana.
Solo il pontefice può ridare la cittadinanza vaticana. Se il pontefice eletto nel conclave non era cittadino vaticano, con l'elezione a papa ottiene la cittadinanza vaticana.
La Città del Vaticano non riconosce diritti politici per i suoi cittadini dato che è una monarchia assoluta teocratica a carattere vitalizio.

## Statistiche
Al 1º marzo 2011 la popolazione vaticana era così composta:
| Testo del titolo                       | Cittadini | Residenti senza cittadinanza | Totale |
| -------------------------------------- | --------- | ---------------------------- | ------ |
| Santo Padre                            | 1         | /                            | 1      |
| Cardinali di S.R.C. residenti a Roma   | 73        | /                            | 73     |
| Personale diplomatico della Santa Sede | 306       | /                            | 306    |
| Altri ecclesiastici e religiosi        | 49        | 102                          | 151    |
| Religiose                              | 1         | /                            | 1      |
| Laici di sesso maschile                | 25        | 3                            | 28     |
| Laici di sesso femminile               | 31        | 21                           | 52     |
| Guardia Svizzera Pontificia            | 86        | /                            | 86     |
| Totale                                 | 572       | 126                          | 698    |

Al 1º febbraio 2019 le persone in possesso della cittadinanza vaticana erano 618, di cui 246 residenti, oltre a 207 residenti senza cittadinanza vaticana.